# Les Petits Riens (film)
Pour les articles homonymes, voir Les Petits Riens (homonymie).
Pour plus de détails, voir Fiche technique et Distribution.
Les Petits Riens est un film français de Raymond Leboursier, sorti en 1942.

## Synopsis
En écoutant une émission musicale à la radio, chacun des auditeurs se souvient de ces « petits riens » (le titre est emprunté au ballet-pantomime de Mozart, Les Petits Riens) qui ont souvent changé leur existence. Le film se présente comme un film à sketchs où chacun raconte son histoire en prouvant qu'un infime détail peut changer toute une destinée.
- L'artiste peintre : Peintre refusé au salon, Drial est un jour renversé par une voiture, il est secouru et transporté à l’hôpital mais son tableau est perdu, celui-ci tombe entre les mains d'un concierge qui le revend à un collectionneur avisé. En sortant de l’hôpital Drial se rend compte qu'il est devenu célèbre.
- Astier : Astier est réceptionniste dans un hôtel, il retrouve Lefebvre un vieil ami d'enfance qui l'incite à jouer toutes ses économies dans une opération de bourse. Astier présumant de sa fortune future quitte son emploi et apprend qu'il est ruiné quand il retourne voir l'agent de change. Il devient alors chauffeur de corbillard, c'est là qu'il rencontre de nouveau Lefebvre qui enterre sa belle-mère. Ce dernier l'informe que ses actions ont remonté et qu'il est à présent millionnaire.
- Mesnard : Mesnard est pion dans un lycée de province et écrit des pièces de théâtre sous pseudonyme. Son ami d'enfance lui apprend qu'un théâtre est prêt à jouer une de ces pièces. Refusant de se rendre à la générale, il attend un coup de fil de son ami qui l'informe que le premier acte est catastrophique. Du coup comme il est en habit, Mesnard en profite pour remplacer son père comme valet de service dans une réception à l'étage du dessus. Mais il se trouve que le reste de la pièce obtient un succès colossal, Mesnard plante alors là les bourgeois qu'il servait.
- Les Brignoles : Monsieur Brignoles monte un stratagème pour tromper sa femme avec Louise, la meilleure amie de celle-ci. Alors qu'il est censé être à Bruxelles, Madame Brignoles apprend fortuitement qu'il est resté à Paris. Quant à Louise, qui devait organiser une partie de chasse à la campagne, elle est également restée à Paris. Madame Brignoles se rend chez Louise, passe du temps avec elle tandis que le mari reste caché dans l'appartement. Pas dupe, en sortant du cinéma, Madame Brignoles dit à Louise de demander à son mari de se dépêcher de rentrer. Mais en regagnant son domicile elle reçoit un télégramme de Bruxelles signé de son mari.
- La Clermont : Il se chuchote que le roi de Sinistrie est mort dans les bras de La Clermont. Tout Paris est au courant sauf elle, qui, ce soir, joue Molière. Le public et la presse louent son grand courage. Ce n'est qu'à la fin de la représentation qu'elle apprend la mort du roi. Elle ne dément rien, mais reçoit bientôt un télégramme de son amant de cœur qui, jaloux, décide de rompre brutalement.
- Charpillon : Charpillon se marie avec Lucie, sa jeune secrétaire. Au cours du dîner de noces en tête à tête, elle lui montre un médaillon contenant les portraits de ses parents. Le médaillon tombe accidentellement libérant une autre photo, celle de l'amant de cœur de Lucie. Bon prince, Charpillon ne retient pas Lucie et lui offre les deux billets de train du voyage de noces.

## Fiche technique
- Titre : Les Petits Riens
- Réalisation : Raymond Leboursier
- Scénario, adaptation et dialogues : Yves Mirande
- Photographie : Willy Faktorovitch
- Opérateurs : Goreaud et Petit
- Décors : Robert Giordani et Gilbert Garcin
- Montage : Raymond Leboursier
- Musique : Mozart, arrangement de Georges Auric
- Chef d'orchestre : Georges Dervaux
- Son : Lavoignat et Royné
- Scripte : Lili Charlier
- Régie générale : Martinetti
- Maquillage : Pierromax
- Photographe de plateau  : Roger Forster
- Société de production : Stella Productions
- Directeur de production : Paul Guien
- Tournage : février 1941
- Lieu de tournage : Studios de Marseille
- Pays :  France
- Format :  Noir et blanc - 1,37:1 - 35 mm - son mono
- Genre : Comédie
- Durée : 84 minutes
- Date de sortie : 
  - France - 16 décembre 1942 au cinéma Triomphe (Paris)

## Distribution
- Fernandel : M. Astier
- Raimu : M. Charpillon
- Jules Berry : M. Lefèvre
- Suzy Prim : Louise
- Cécile Sorel : La Clermont
- Claude Dauphin : M. Drial
- Janine Darcey : Lucie
- Simone Berriau : Mme Brignolles
- Jean Mercanton : Jacques
- Yves Mirande : M. Brignolles
- Andrex : M. Mesnard
- Thérèse Dorny : L'habilleuse
- Jacques Erwin : Alceste
- Gérard Oury : Philinte
- Lucien Brulé : Le roi de Sinistrie
- Lydie Vallois : Mme Drial
- Lucien Hubert : L'employé de la Bourse
- Jean d'Yd
- Pierre Asso
- Henri Arius
- Gaston Orbal
- Sonia Gobard
- Heuzé
- Jean Castan
- Robert Moor
- Jacqueline Paris
- Jacqueline Plessis
- Félicien Tramel
- Jean Marconi
- Jacques Philppet
- Suzanne Coulomb
- Georgette Kaylor
- Michèle Olivier
- Françoise Thurin
- Charles Lavialle
- Weber
- Villord
- Desomer
- Hervals
- Clairette
- Jean Daurand
- Louis Arbessier
- Marc Anthony

## Autour du film
- Le générique du film peut prêter à confusion puisqu'il y est indiqué qu'il s'agît d'un film d'Yves Mirande mis en scène par Raymond Leboursier. En fait Mirande à bien écrit le scénario et les dialogues de ce film réalisé par Leboursier.